# Suryodiningratan
Suryodiningratan is een bestuurslaag in het regentschap Jogjakarta van de provincie Jogjakarta, Indonesië. Suryodiningratan telt 10.214 inwoners (volkstelling 2010).